# برکابر
برکابر (به ارمنی: Բերքաբեր) یک روستا در ارمنستان است که در استان تاووش واقع شده‌است. برکابر در ۲۲ کیلومتری شمال ایجوان، مرکز استان تاووش واقع شده‌است.

## خصوصیات
برکابر ۴۹۱ نفر جمعیت دارد و در ارتفاع ۷۰۰ متر بالاتر از سطح دریا قرار گرفته‌است.